# 방식 (문학)
문학에서 방식 (方式)은 개인, 학교, 지역 또는 나라 등에 따라 생각을 문자로 표현할 때 나타나는 독특한 방식이다. 기술적인 측면에서, 형태와 장르는 방식 대신 자주 혼동된다. 예를 들어, 목가 방식은 종종 실수로 장르로 구분된다. 
 일반적으로 특정 형태 또는 장르에 독점적으로 연결되지 않은 폭넓지만, 식별 가능한 문학 방법, 기분, 또는 방법을 식별하는 불특정 평론 용어. [몇 가지] 예를 들면 풍자, 반어, 희극, 목가, 그리고 교훈 방식. (CB)

## 인용 문헌
- A Glossary of Literary Criticism
- Aristotle. 1974. "Poetics". Trans. S.H. Butcher. In Dramatic Theory and Criticism: Greeks to Grotowski. Ed. Bernard F. Dukore. Florence, KY: Heinle & Heinle. ISBN 0-03-091152-4. p.31-55.
- Elam, Keir. 1980. The Semiotics of Theatre and Drama. London and New York: Methuen. ISBN 0-416-72060-9.
- The Writers Web, A List of Important Literary Terms